# 同盟通信社
社団法人同盟通信社（どうめいつうしんしゃ）は、かつて日本に存在した通信社である。略称は同盟。公益を目的とする社団法人として設立を認可され、1936年（昭和11年）1月より発足。法人の構成員（社員）である加盟新聞社は社費を負担した。これが同盟収入の中心だったが、政府から助成金も受けていた。
新聞社へ記事や写真を配信する通信社としての活動以外にニュース映画も製作したほか、対外的には日本領と日本軍占領地で新聞を発行し、日本に関するニュースと日本政府の主張を4か国語で毎日、短波無線で発信した。また連合国側の通信社電（電報）やラジオニュースなどの傍受を担当し、東京中央放送局の海外放送（ラジオ・トウキョウ）ニュース記事も作成した。
敗戦後、連合国軍最高司令官総司令部（GHQ）から海外向け外国語放送の業務停止命令を受けた。1945年（昭和20年）10月31日に解散した。通信社としての業務は翌11月1日に発足した社団法人共同通信社と株式会社時事通信社に引き継がれた。

## 解説
1936年に発足した同盟通信社は、1945年の時点で本社は総務局、編集局、通信局、経済局、調査局の5局27部に区分され、国内は6支社、62支局を抱えた。国外には中国・中華総社（南京）の下に3総局23支局、アジアは南方総社（昭南）の下に7支社23支局が形作られ、国内外合わせて約5500人の社員がいた。ニュースを蒐集頒布するための通信網は、長距離専用電話は約7000キロに延び、地方専用回線は117回線、予約電話は1日に584通話、同盟のみに許された無線網もアジア全域に張り巡らされていた。同盟が毎日頒布するニュースは政治、経済、外信、東亜、社会、体育の行数を合計して、新聞1日に掲載しうる行数の約2倍であったほか、日本語、中国語、英語、スペイン語、フランス語の通信を放送した。また、占領地域の新聞社のニュースも同盟発となった。ニュースサービスを行う同盟の活動目的は、新聞通信社へのサービス、経済界へのサービス、そして国家へのサービスであり、具体的には海外局を中心として太平洋戦争における外国情報の蒐集、蒐集した情報の国内頒布、日本の主張及び国内放送の対外放送（放送電報）を行った。新聞人の伊藤正徳は『新聞五十年史』において、「この放送電報一万六千語こそ日本が最も力強く全世界に向かって語り得る我が国の声である」としている。伊藤の発言後も対外放送は拡張し、1945年での放送電報はおおよそ五万四千語となっていた。

## 誕生までの経緯

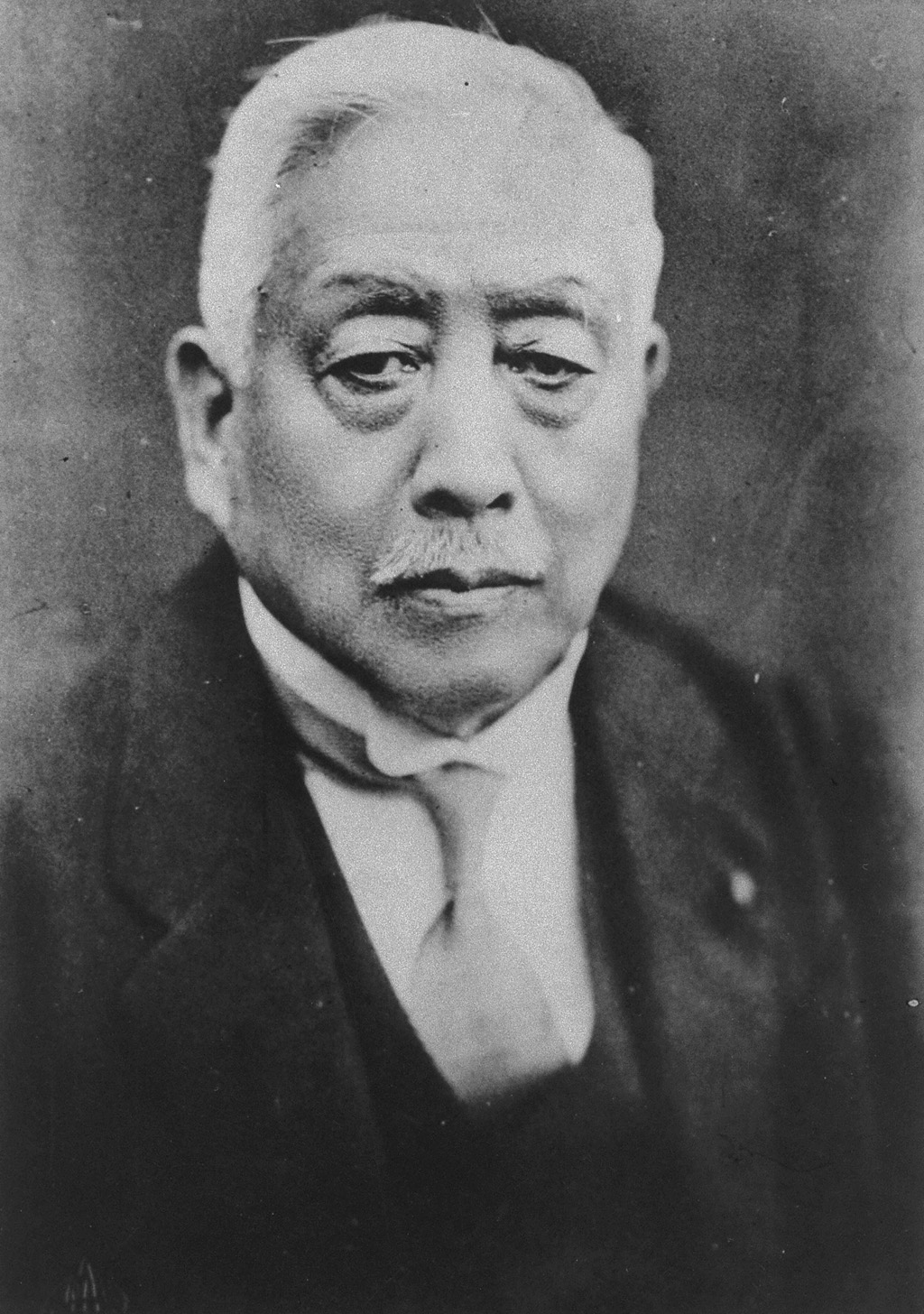
斎藤実

1932年9月、斎藤内閣が外務省、陸軍省、参謀本部、海軍省、軍令部、内務省、逓信省、文部省からなる情報委員会を設置。各省庁の代表を出させる形で委員会を組織したのは、メディアを積極的に活用するため利害や意見の異なる省庁が一致団結して総力戦を遂行しようと決意したことによる。1931年の満州事変を契機として日本は自らの立場を世界へ訴え国際理解を増進させる方針を選んだ。そこで武器となるのが世論を形成する新聞、その新聞にニュースを提供する通信社である。委員会は独占的に便宜特権を与えた通信社を創設し正確公平なニュースを蒐集編纂させ、提携先の国外の通信社（例えばロイターやAP通信）を通じ国際世論を動かすという結論に至った。外国の信用を得るため通信社の形態は自治機関とする方向性も固まったが、官制に拠らない通信社を行政がチェックできる仕組みも必要だった。情報委員会及び内閣情報局は対外宣伝の政策決定において重要な役割を果たしていく。この新通信社は具体的には1892年からの新聞聯合社と1902年創立の日本電報通信社を合併させ新通信社を作ることであった。外務大臣の内田康哉は聯合と電通の合併に関する下工作を田中都吉に依頼した。新聞組合である聯合の専務理事、岩永裕吉は国家代表通信社創設を持論とし合併には賛成だが、電通は優良な私企業で社長の光永星郎の面目もあり慎重であった。

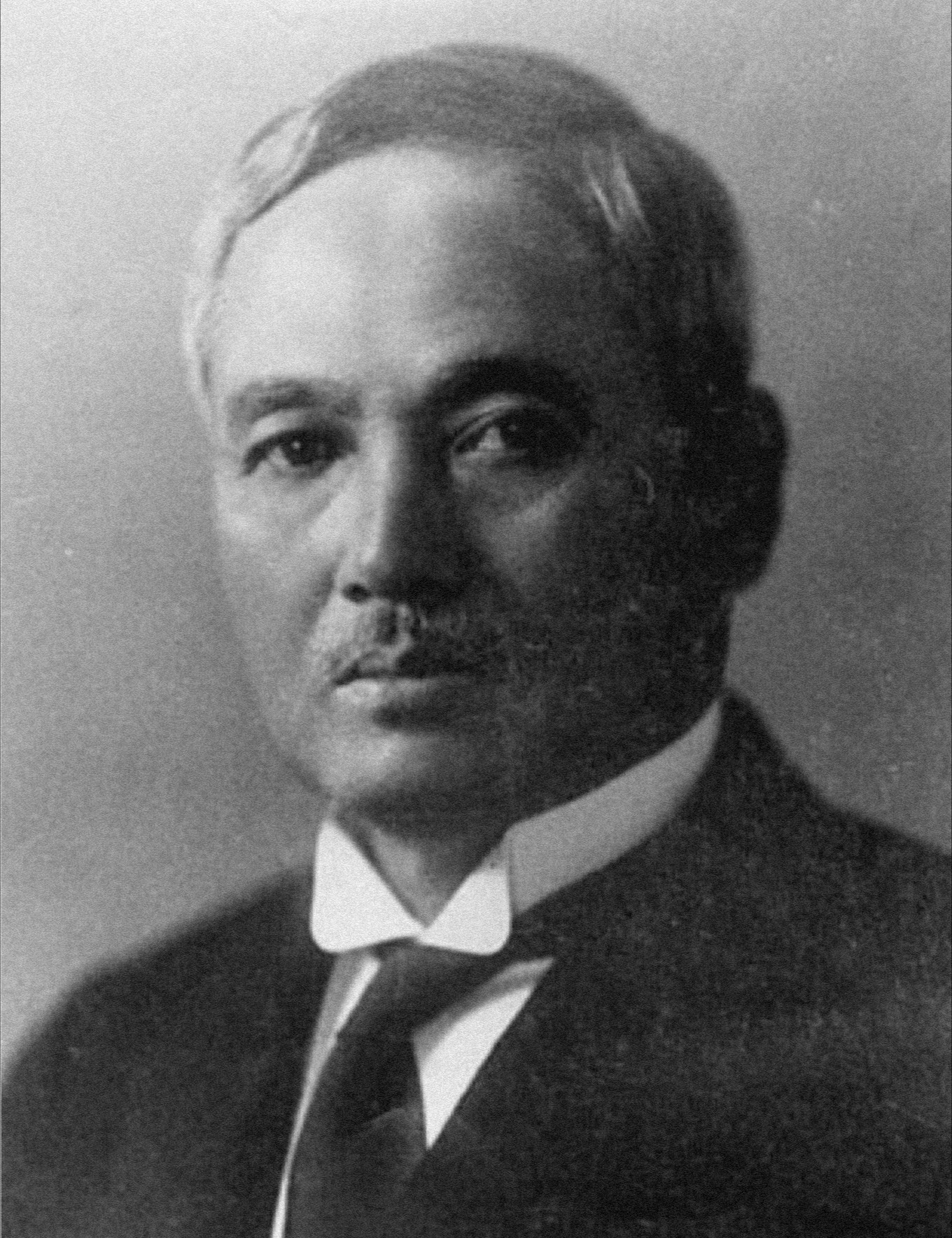
内田康哉

「日本新聞年鑑　昭和9年版」は、以下のように伝えている。満洲国で国営の満洲国通信社が著大の成績をあげると、当局は日本でもメディアを統制する意思を固めた。しかし新聞に手を出す時期ではないと、外国の通信社よりニュースを購入し国内の新聞社に売る「外電」を商う通信社から取り込もうとした。通信社の側からみると電通と聯合は競合していたが双方とも体力を消耗していた。聯合は相当多額の補助金を貰っていたとされる（組合のため財政状況を公表する必要はない）ため、もし補助金を切られると運営資金は組合員である新聞社の負担金だけになるが、それだけでは設備投資や運営コストが足りないためニュースサービスの質も悪化する。一方、電通は兼業する広告代理店業は余裕があるが通信社としては財政事情が苦しいと「年鑑」は見ていた。両社に共通することだが外国からのニュース電報利用は膨大なコストであり、支払は為替の変動により更に重荷になった。満州事変以降は外電のニュース需要が高まるなか、株式会社である電通は高い株主配当を誇る優良企業だが、同時に聯合以上に営業バランスを考慮しないとならない立場にあった。そこに国からの圧力が加わった。
交渉は電通の買収費用の額などで揉めたが最終的には清算費用200万円、光永は貴族院議員に勅選するとして妥協案が決まった。1933年11月に電通から国家的見地により通信ならびに広告に関する事業を新通信社へ譲渡する誓約書が出された。躓きは新通信社の設立費用400万円の捻出方法で始まった。当初は陸軍省の機密費をあてるつもりであったが新聞社側が軍部の介入を許すと反対、次に外務省が臨時外交工作費として予算計上しようとしたが大蔵省の査定で削られた。財界よりの出資案も出たが財力で介入するとして反対されこれも失敗した。ここで後継内閣の岡田内閣で逓信大臣の床次竹二郎は自らが管掌する日本放送協会より融資斡旋をする見返りに新通信社に放送協会の加盟を認めさせるアイデアを外務省に持ち掛けた。新聞界は取材網のないラジオに対してニュースを提供していたが妨害工作を繰り返し放送協会の小森七郎会長も頭を悩ませていた。1934年10月、放送協会理事会は融資を承認した。このとき電通の誓約書提出から、ほぼ一年が過ぎていた。

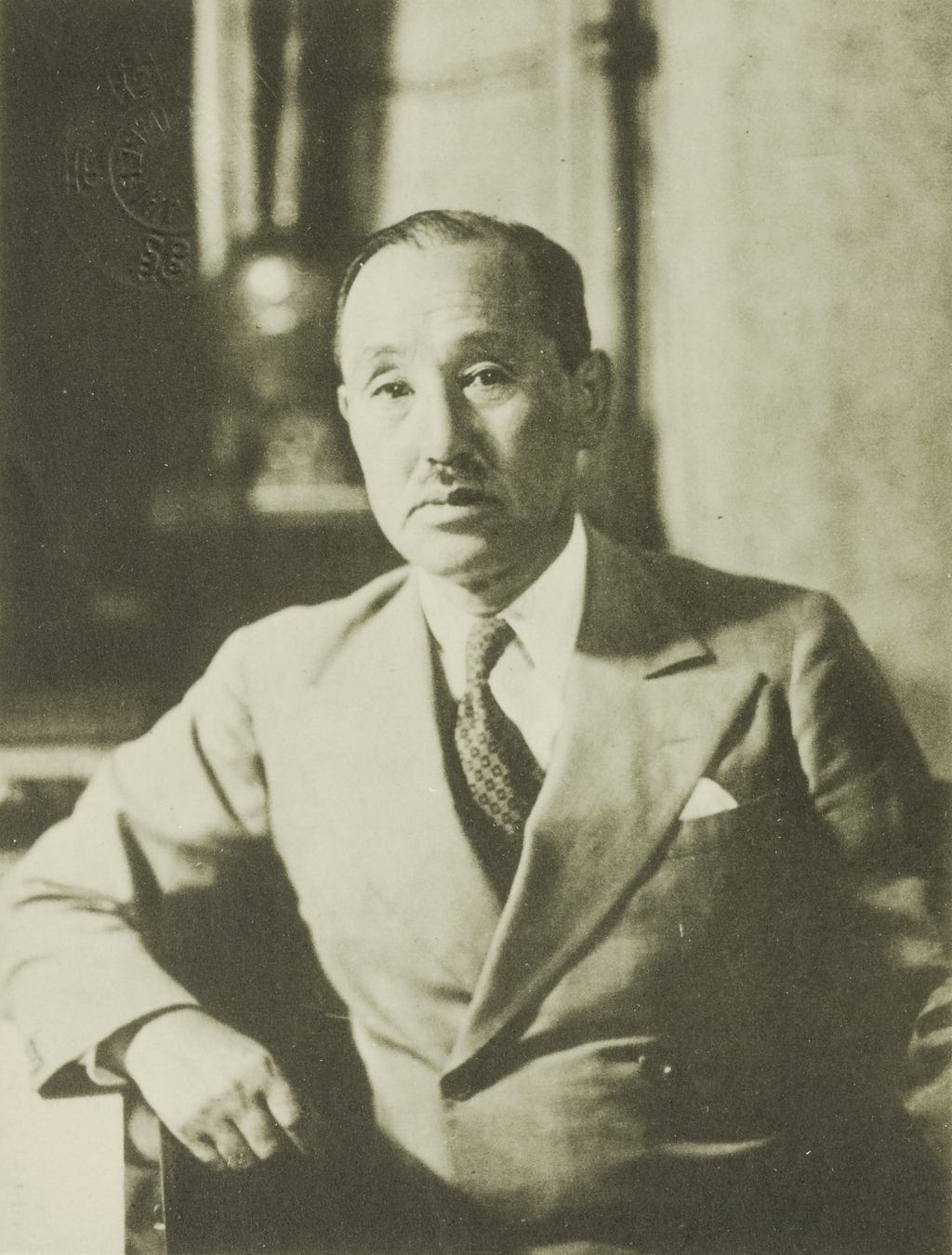
岩永裕吉

設立費用の問題も目途がついた12月、床次と外務大臣の廣田弘毅は全国有力新聞と放送協会の代表を招いて創立協議会をひらくことにした。開催の直前、光永の代理として徳富蘇峰が廣田を訪問した。この日本における最大のオピニオンリーダーは光永と同郷で親交が深かった。徳富は電通と関係している新聞の理解を得るために時間を貰いたいと開催の延期を申し出た。床次と廣田は申し入れを受けて協議会の延期をしたが、その直後に地方紙の一部から合併反対の運動が起こった。運動は広がりをみせ、電通自身も客観情勢の変化を理由に誓約書の取り消しを申し出て収拾がつかなくなった。新聞社は、独自の取材網で紙面を構成できる「全国紙」とそれ以外の「地方紙」に分けられた。里見脩の『新聞統合』によると1927年の発行部数は全国紙は朝日372万2848部、毎日344万4517部、読売は175万5222部（すべて自社算出）に比べ、地方紙は大手でも「新愛知」17万、「北海タイムス」15万7000、「神戸新聞」15万、「福岡日日」13万1000と桁違いの格差があった。
東京、大阪といった都市を中心に読者を集めて市場を寡占化した全国紙と比べて、1県に2つ以上の新聞があった時代に地方紙は同じ地域で読者の獲得を争い、また政党の機関紙として政友会や民政党と深い関係にあり、経営陣には有力な政治家やオピニオンリーダーが存在するなど古い体質を残していた。電通聯合の合併問題については、全国紙は賛成であった（朝日内部でも緒方竹虎は賛成し、美土路昌一は反対するなど温度差はあったが）。全国紙にとり通信社はあくまで補助的な存在であり、単一通信社からのニュースは地方紙の紙面の単一化につながり、読者の興味をそぎ販売競争で有利に働くからである。地方紙としては合併賛成派は少数であった。これは紙面の問題もあるが、広告代理店業を兼業する電通を離れ全国紙と同じ傘の下に入れば、収入の柱である広告は全国紙に比べ部数の少ない地方紙に不利に働くのではという危機感があった。さらに全国紙の侵攻による反発も加わった。
合併賛成派の田中都吉、下村宏、高石真五郎が外務省、逓信省、日本放送協会を訪ね設立の具体案を示して設立を促した1935年1月24日に、大阪朝日新聞は門司支局を九州支社と改称し、2月1日には大阪毎日が門司に西部総局を設置して新聞印刷を開始した。販売競争に巻き込まれた福岡日日だけでなく、次に標的となるかもしれない中京、東北、北海道の地方紙にも危機感をもたせ事態を先鋭化させた。争いは議会へも飛び火して、2月の貴族院予算委員会でも廣田大臣が答弁で新通信社設立の意思表示を示せば、議会閉会後にともに議員である新愛知の小山松寿、北海タイムスの東武が反対決議を政府に手渡した。メディアを二分する争いに決着をつけるため5月9日、政府は新通信社設立の懇談会を開いたが合併反対派は出席しなかった。懇談会出席者は創立準備の意見で一致。11日に帝国ホテルで第一回の準備委員会が開かれ集まった18社の代表は新通信社を「同盟通信社」と命名した。
反対派の小山、東は地方新聞を集めて十日会を結成し反対運動を展開。5月16日、51社の地方新聞を集めて反対大会を開催、光永は「私の心境は絶対に変わらぬ」と宣言。反対決議と新通信社不参加声明が床次、廣田に手渡された。内閣は賛成派の社団法人の認可申請の提出をとどまらせ反対派の説得工作を行ったが不調に終わった。7月2日、社団法人設立申請の手続きを行った賛成派は強引に既成事実を積み上げようとしたため今度は認可を出さない政府側と険悪になった。この年の6月、陸軍は高度国防国家のため新通信社の設立に協力する意思を外務省に知らせた。6月24日、外務省、陸軍省、海軍省からなる情報委員会の特別委員会「三省委員会」が立ち上げられた。電通寄りだった陸軍省と聯合を支援してきた外務省が新通信社設立後の指導監督権を互いに睨みながらここで手を結んだ。
床次の次に逓信大臣となった望月圭介は両派の斡旋につとめ合併の意思を確認すると11月7日、社団法人設立の認可をだした。社団法人設立の発起人は聯合の合併意志と手順を確認したが電通からは確たる返答がない。12月2日、電通が出した結論は「通信ならびに広告に関する事業を譲渡する」誓約書の内容をひっくり返したものであった。具体的には電通の通信部は同盟に譲渡する。電通の広告部はそのまま日本電報通信社として存続させるものである。発起人側と電通の交渉は一進一退がつづき、遂にしびれをきらした発起人たちは電通はそのままに聯合のみで同盟通信社を発足させることに決めた。12月29日、国際放送電報規則が改正された。
ニュース無線電報の外国への発信および外国からの受信は同盟以外には認めないため、電通は強制的にUP通信社とのニュース契約を打ち切られた。

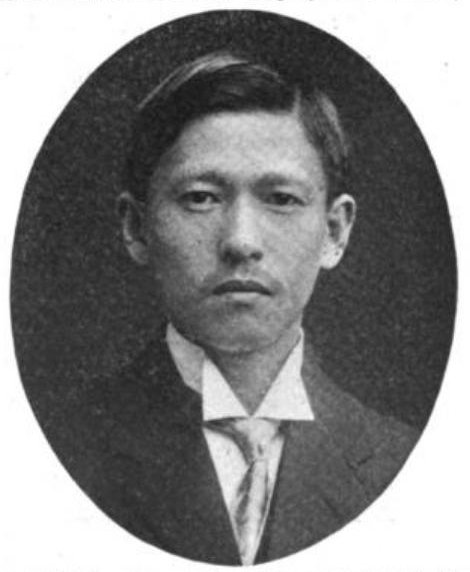
田中都吉

創立委員長の田中都吉が理事会長兼社長代理に就任して、1936年1月1日、聯合をもとに同盟通信社は発足したが、同盟の業務を開始してからも電通との競合は続いた。1月9日、田中都吉、正力松太郎、緒方竹虎、小森七郎は最終案として電通の通信部譲渡、電通の倍額増資分を同盟持株とすること等を光永と上田碩三に示した。同盟が電通の株主となることで両者は姉妹会社となる。1月20日に光永は交渉打ち切りと白紙還元を通達して事態は元に戻った。この37日後、二・二六事件が起きた。クーデタ未遂事件の勃発に政府は大乗案を捨ててでもニュース統制を貫徹すべきと認識にたち電通と支持者たちも圧力の前に晒された。3月20日、逓信大臣頼母木桂吉は政府再提案を出して同盟、電通ともにこれを承諾。6月1日、電通の通信事業は同盟に引き継がれた。

## 解散までの経緯
連合軍総司令部の占領政策が始まってからも同盟は活動を続けていた。新聞通信へのニュースサービスは同盟の活動目的であり、新聞が発行される限りニュースの蒐集頒布を続けていた。
1945年9月下旬、AP通信の総支配人ケント・クーパーより正力松太郎へ宛てた電信が同盟へ誤配され、そこには朝日、毎日、読売の三社だけで新通信社を創設する計画にAPも同意するという返事だった。具体的には朝日から千葉雄次郎、細川隆元、毎日からは高田元三郎、工藤信一良、読売から高橋雄豺が加わり、同盟の常務理事である上田碩三に経営をさせる計画であった。上田は1909年に日本電報通信社に入社、同盟との合流時に常務理事となった経歴を持つ。合併の後も同盟内部では聯合と電通の派閥が存在していた。
同盟通信の社員であり同社の理事会メンバーでもあった朝日、毎日、読売が新通信社結成に動いたのは当時、連合軍総司令部が同盟をつぶすという噂が広まっていた点にあった。毎日新聞社の高田元三郎は同盟からニュースを得ていた地方紙のために新通信社を作ろうとしていたと説明をしているが、里見脩の『ニュース・エージェンシー　同盟通信社の興亡』（中公新書）は高田説を否定して、全国紙と地方紙の販売競争が再開されたとき全国紙が新通信社を握ることで地方紙を抑えられる狙いがあったとしている。しかも新通信社は外電専門とすることでこれまで同盟から得ていた国内ニュースが地方紙に入らなくなることを意味していた。また全国紙は同盟及び同社社長の古野伊之助に対して反感があった。伊藤正徳は『新聞五十年史』で同盟を取り巻く感情を説明している。
誤配事件の起こる少し前になる9月14日、連合軍総司令部より同盟へ即時業務停止の命令が伝達された。翌日の正午に命令は解除されたが対外電信放送、海外の同盟特派員からのニュース差し止め、社内には100％の検閲制度を設けると申し渡された。総司令部の新聞課は同盟の対外放送は禁止したが外国通信社とのニュース契約をするのは差支えなしと説明した。しかし明らかに歓迎はしていなかった。AP通信、UP通信社、INSは同盟とのニュース契約の確かな返事をよこさなかった。反対に9月より朝日はAP通信、ニューヨークタイムズ、毎日はUP、読売はINS、AP通信が紙面に掲載された。それは全て新通信社結成の運動が背景にあると同盟側は認識した。
ここに至り同盟は自ら解体し全国的な通信社を新たに創設する方向へ動いた。古野らは、具体的には同盟の活動目的である新聞サービスと経済サービスを別々の通信社（のちの共同通信社と時事通信社）に分割して「縦割り」の仕組みを作ることを結論した。連合軍総司令部の独占禁止という政策にも沿い、電通聯合時代のような競合もないため共倒れすることがないのが古野の見通しだった。解散のタイミングをはかっていた同盟首脳は9月24日、連合軍総司令部が同盟の特権を剥奪する声明を出すという情報を得た。古野は長谷川才次とともに連合軍総司令部新聞課にフーバー大佐を訪ね同盟は自主解散をするため理事会、総会をひらいて事務処理をすると通告した。10月には全国紙の新通信社構想も地方紙を味方につけて主導権を奪い上田から伊藤正徳にトップを交代させ、外電専門から総合通信社へ変更させた。
清算する上で財政的には借金がなかったが、当時の同盟社員は海外を含めて5500人いた（2014年現在の共同通信社の社員と比較すると約4倍）。この難問に古野は伊藤とともに長谷川才次を経済サービスの通信社の社長に就任するよう説得した。当初は断った長谷川は海外にいる二千人の仲間を助けてほしいという古野の言葉で引き受けたが納得できるものでもなく、これが両者の確執にまで発展する。

## 電通の株主
同盟通信は前述のように新聞連合がこれに合流し、電聯合併の紛争の後に、電通が合併した。同盟が電通の株主になったのは、紛争の和解に周旋した政府の条項案を両者が認めて契約書へ調印したことに基づく。
即ち、電通は通信部門を同盟へ譲渡する代わりに180万（1936年当時）を受け取り、同盟も広告部門を電通に譲渡する代わりに25万円を受け取る。電通は資本金100万円を200万円に増資、新株20000株（一株50円）を同盟が全て引き受ける内容だった。
放送協会からの融資400万円を受けた同盟は電通に180万円を支払い、電通はこれを通信部員の退職金と特別配当に充てた。また電通は通信広告併存の最後の決算に、株主への感謝の意として利益金に積立金の一部を加えた中から株主に特別配当と普通配当に充てた。
自ら清算した電通に対し、連合には疑惑が残ったと御手洗辰雄は指摘している。即ち、連合は同盟に有体財産を無償で譲渡したとするが、400万から現金が連合の負債や解散費用のために流れ、更に同盟は連合の負債をそのまま引き受けたとする疑惑である。
同盟は新株20000株のうち、25万円を払込したが電通から支払われた分の転用で残りは戦後になった。電通が増資する直前の1948年に支払われたが敗戦後のインフレ期にあたる。この時には同盟は既に解散しており、共同通信と時事通信に引き継がれ、共同管理委員会方式となった。

## 沿革

### 1936年創立
- 1936年（昭和11年）
  - 1月 - 新聞聯合社をもとに、同盟通信社が誕生。創立委員長の田中都吉が理事会長兼社長代理に就任[2][3]。
  - 6月 - 日本電報通信社の通信部門を吸収。
- 1937年（昭和12年）7月 - ニュース映画製作へ着手。
- 1942年（昭和17年）2月 - 田中都吉が理事会長を辞職。高石真五郎が理事会長に就任[4]。
- 1945年（昭和20年）
  - 9月14日 - GHQの検閲（同月10日開始）により翌日正午まで配信停止命令[5]。
  - 9月24日 - 「新聞界の政府からの分離」（SCAPIN-51）発令。
  - 10月12日 - 臨時社員総会実施。通信社解散に関する件の議案を付議。社長より解散の説明があり可決[6]。
  - 10月31日 - 役員会にて解散を決議[7]。
  - 11月1日 - 一般報道部門などは共同通信社、経済報道部門などは時事通信社として発足[7]。

#### 出版物の例
- 同盟通信社『秩父宮殿下御盛徳の一般』同盟通信社、1928年。
- 同盟通信社『大英帝国の経済』同盟通信社、1936年。
- 同盟通信社『ウォール街』同盟通信社、1936年。
- 同盟通信社『時事年鑑』、1937年
- 同盟通信社『人絹年鑑』、1939年
- 伽藍康裕『興亜日本建国史』全5巻、1940年 - 1941年
- 伊東敬『英国の植民地統治方式』 (同盟戦時特集)
- 同盟通信社『ビルマ作戰: 大東亜戰史』、1942年
- 商工省『衣料切符制に関する質疑応答』、1942年
- 加藤万寿男『米国特派員帰朝報告敵国アメリカ』、1942年
- H.G.キャリス他『東南亜細亜に於ける外国投資』、1942年
- 木村昇『大東亜戦下の食糧對策と食糧営団』 (同盟戰時特集)
- 留岡清男『国民運動と国民教育者』 (同盟戦時特集)、1942年
- 高野六郎『医術と医道』 (同盟戦時特集)、1943年
- 高瀬太郎『ナチス戦時株式統制』、1943年
- 同盟調査部資料班『官庁・国体職員録』、1943年
- 企画研究会『統制会の本質と機能』、1943年
- 企画研究会『大東亜国土計画』、1943年
- 同盟通信社『大東亜写真年報』、1943年
- 大日本言論報国会『大東亜共同宣言』、1943年

### 1945年創立
- 1945年 - 9月20日、桑村元賛を社長、楢橋渡を会長として、同名の同盟通信社が創業[8]。秘書だった吉田秀雄は電通を創業した。社長はのち自民党の中野四郎となった。

出版物の例
- 同盟通信社「首都圏大観」、同盟通信社、1958年。

## 参考図書
- 鳥居英晴『国策通信社「同盟」の興亡―通信記者と戦争』花伝社、2014年7月。ISBN 9784763407085
- 里見脩『ニュース・エージェンシー―同盟通信社の興亡』中央公論新社〈中公新書〉、2000年10月。ISBN 4121015576
- 松本重治『上海時代　ジャーナリストの回想』全3巻、中公新書、1975年3月。中公文庫、1989年、文庫改版 全2巻、2015年